# Droit de bouchon
Le droit de bouchon est une pratique de certains traiteurs ou restaurants qui consiste à demander au client de payer un droit pour pouvoir apporter ses propres bouteilles de vin ou boissons. Il se pratique souvent à l'occasion de mariages. Ce prix peut être calculé en fonction du nombre de bouteilles ou d'invités.

## Histoire
L'origine de la pratique du droit au bouchon est retracée au XVIIIe siècle lorsque les traiteurs organisant des banquets choisissent de compter les bouchons des bouteilles apportées par les convives pour faire payer une charge par bouteille. La pratique disparaît puis redevient populaire dans les années 1970 dans les pays anglo-saxons avec le Bring your own bottle.

## Pratique
Le droit au bouchon peut se justifier par le fait que, même si le client apporte sa propre bouteille, le restaurateur doit ouvrir la bouteille, servir les verres, fournir puis nettoyer les verres utilisés. Selon un article de Le Dauphiné de 2023, le droit au bouchon est de 2-3 euros par bouchon à un mariage, 4-8 euros dans un restaurant, et 15-20 euros dans un restaurant gastronomique.
L'adoption de cette formule peut permettre à certains restaurateurs de contourner l'absence de licence pour la vente d'alcool. Cette formule permet d'éviter le stockage et les invendus.
Le droit de bouchon permet au client de boire le vin de son choix avec son repas sans avoir à payer la marge de distribution du restaurateur (selon Philippe Faure-Brac, la vente de vin représente 40% à 50% du chiffre d'affaires des restaurants gastronomiques). Le droit de bouchon augmente parfois le panier moyen des clients sur la nourriture. Apporter ses propres bouteilles reste une pratique marginale dans le monde de la restauration en France, le manque-à-gagner sur les ventes de bouteilles étant la principale raison identifiée. Les déclarations fiscales liées aux revenus des droits au bouchon sont également compliquées, car tout établissement de débit de boisson doit fournir un titre de mouvement (« document simplifié d'accompagnement » ou une « capsule, empreinte, vignette ou autre marque fiscale représentative des droits indirects ») pour justifier l'origine des bouteilles vendues.